# Ivan Lypa
Pour les articles homonymes, voir Lipa.
Ivan Lypa (en ukrainien : Іван Львович Липа) était un scientifique, homme politique et poète russe né le 25 février 1865 à Kertch et mort en 1923 à Vynnyky.

## Biographie
Issu d'une famille bourgeoise, son père soldat russe à la retraite et par sa mère cosaque ukrainien.
Il fit des études au gymnasium de Kertch puis à  l'Université nationale de Kharkiv en médecine et membre fondateur de la Fraternité Taras avec Borys Hrintchenko et Mykola Mikhnovsky. Cela lui valut d'être emprisonné treize mois et expulsé de l'université. Il reprit ses études à l'Université fédérale de Kazan et devint médecin en 1898 dans les oblasts de Kherson puis de Poltava. À partir de 1902 il s’installait à Odessa, médecin sanitaire, créait  un
hôpital à Dalnyk.
Il fut très actif dans le milieu littéraire d'Odessa, publiait l'almanach Bagattia avec son épouse, et dans Prosvita. Avec la déclaration de guerre en 1914 il travaillait comme médecin militaire, se trouve avec les troupes russes à Lviv. En mars 1918 il devint commissaire ukrainien à Odessa et médecin inspecteur pour la ville. Il se déplace à Kiev en 1919, adhère au Parti socialiste indépendant et appartenait à son comité central.
Il fut ministre, en 1919, de la République populaire ukrainienne pour les affaires religieuses.

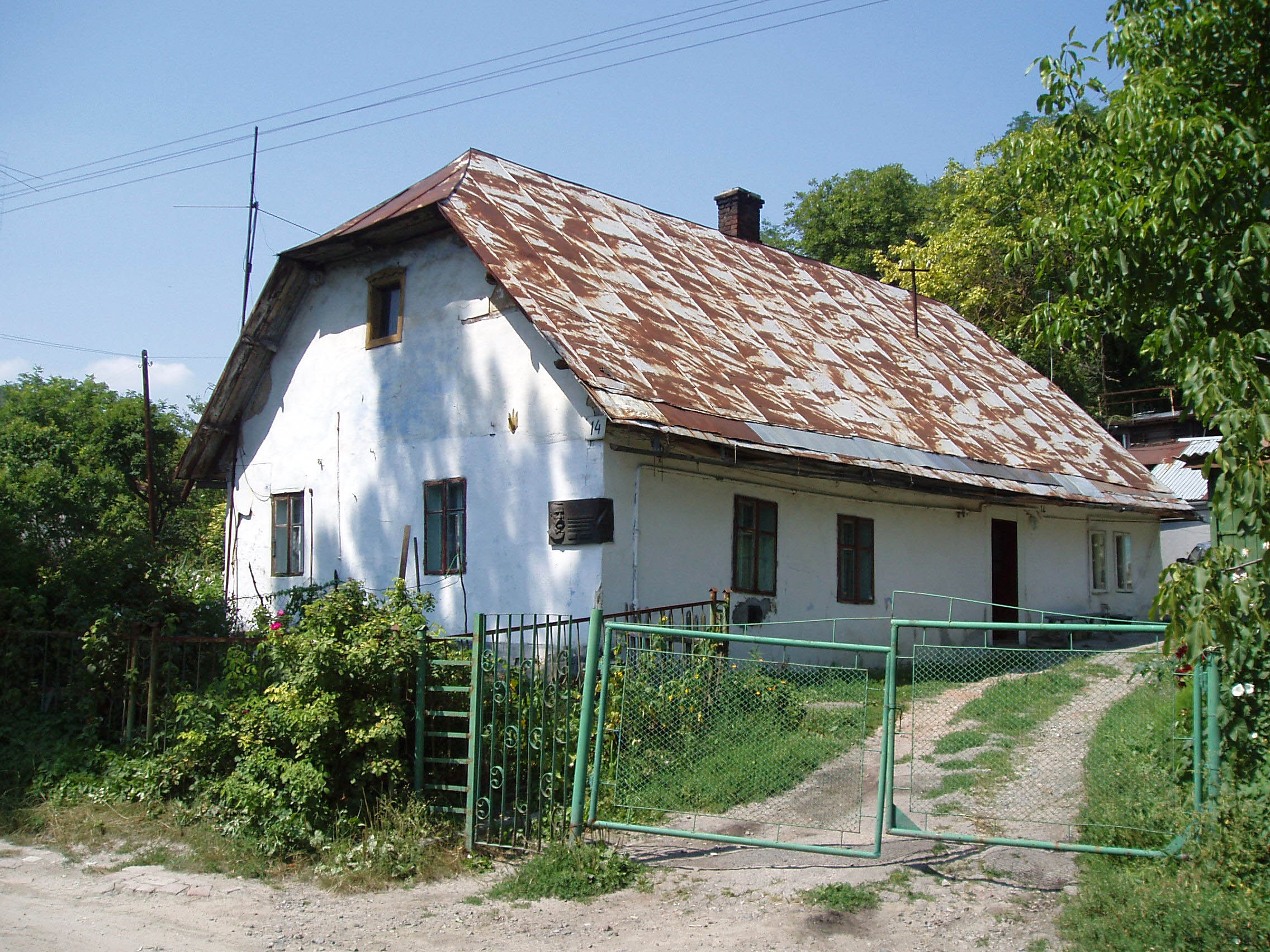
Sa maison à Vynnyky qui est classée.

De retour à Vynnyky, sous domination polonaise il quitte la vie politique et se consacre à son métier de médecin, mais son diplôme n'étant pas reconnu car russe, il vit pauvrement.

### Famille
En 1904 il épousait Maria Chepel-Chepelenko et adoptaient Hryhoriy Andriyovych Gerachtchenko.

### Hommages
Une rue de Poltava porte son nom ainsi qu'à Odessa et Vinnyki.